# Асклепий
Аскле́пий (др.-греч. Ἀσκληπιός), или Эскулап (лат. Aesculapius), — в древнегреческой и древнеримской мифологиях бог медицины. По классической версии мифа, беременная Асклепием Коронида изменила Аполлону со смертным Исхием, за что была убита. На погребальном костре Аполлон вынул из чрева Корониды Асклепия и передал его на воспитание кентавру Хирону, который и обучил мальчика искусству врачевания, в котором тот достиг небывалых успехов.
Асклепий научился не только лечить самые разнообразные болезни, но и воскрешать мёртвых. Согласно одной из версий мифа, делал это он не из благих побуждений, а за плату. Такие действия возмутили олимпийских богов, которые сочли их нарушением законов мирового порядка. Зевс поразил Асклепия молнией, однако затем оживил и обожествил.
Культ Асклепия стал весьма популярным в Древней Элладе и вытеснил других «божественных врачей». Храмы бога асклепионы стали своего рода больницами, куда стекались страждущие. Жрецы бога асклепиады вели свой род от Асклепия. Первоначально их помощь заключалась в выполнении магических ритуалов; с течением времени они научились применять и другие методы лечения, включающие водолечение, диеты, гимнастические упражнения, использование различных трав и даже хирургические вмешательства. На протяжении нескольких веков асклепиады смогли накопить знания по эффективному лечению ряда заболеваний. Асклепиад из Коса Гиппократ одним из первых стал утверждать, что заболевания возникают вследствие природных причин, отвергая существовавшие суеверия о вмешательстве богов. Именно с его именем связывают выделение медицины в отдельную науку.
Почитание Асклепия в IV—III веках до н. э. вышло за пределы европейской части Греции и распространилось по всему Средиземноморью. В Древнем Риме культ греческого бога медицины официально признали в III веке до н. э. Греческое имя Асклепия романизировали в Эскулапа, или Эскулапия.

## Этимология
Этимология слова «Асклепий» не выяснена. Существует несколько версий относительно происхождения слова, ни одна из которых не выдерживает критики лингвистов. Среди известных предположений выделяют взаимосвязь имени с «ἀσπάλαξ» (крот), предполагая некую схожесть кротовин с постройками в храмах бога, либо какую-то его взаимосвязь с этим животным в доархаический период греческой истории. Исследователь Освальд Семереньи связал Асклепия со словами из хеттского языка «assula(a)-» (благополучие) и «piya-» (давать).
В Спарте его иногда называли Эглаэр или Аглаоп, что по одной из версий связано с именованием матери Асклепия «Эгла».

## Мифы

### Рождение

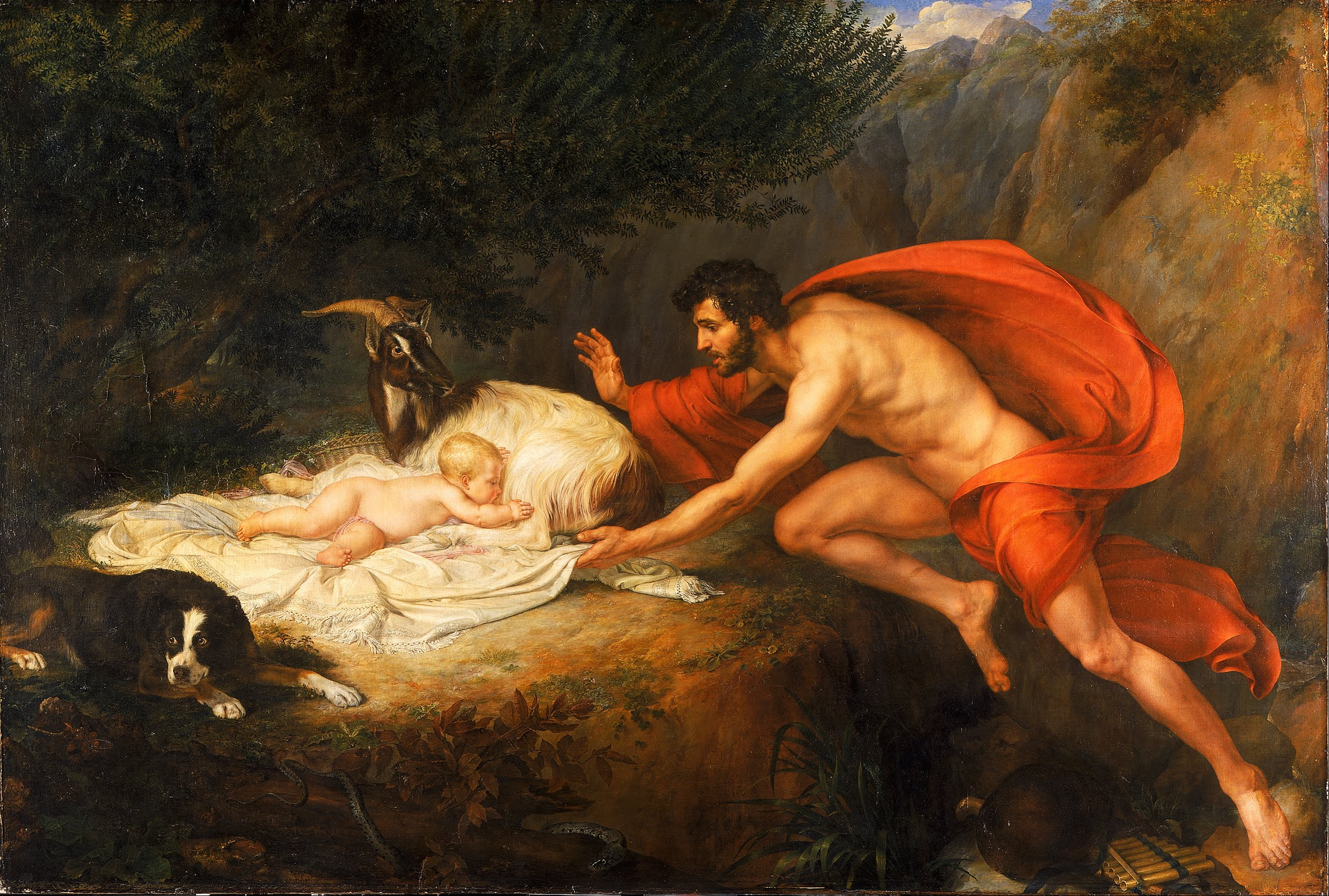
«Нахождение Асклепия». Джованни Тоньолли. 1822—1839. Галерея искусств Уокера, Ливерпуль

Существует несколько версий относительно места и обстоятельств рождения Асклепия. В них обращает на себя внимание географическое разнообразие, что может либо свидетельствовать о том, что жители многих частей Эллады хотели видеть Асклепия своим земляком, либо указывать на места возникновения культа.
Согласно классической версии мифа Асклепий был сыном дочери Флегия Корониды, которую Исилл называет Эглой, и Аполлона. С его рождением связана драматическая история. Коронида, забеременев от Аполлона, изменила богу со смертным Исхием. Ворон донёс о случившемся. Бог, придя в ярость, поразил Корониду стрелами. Вскоре он пожалел о своём поступке. На погребальном костре (от копоти которого ворон навсегда почернел) Аполлон вынул из чрева Корониды Асклепия и передал его на воспитание кентавру Хирону. В других версиях Корониду убивает Артемида, а ребёнка из чрева мёртвой матери достаёт Гермес.
Согласно эпидаврским сказаниям отец Корониды Флегий был наиболее воинственным человеком своего времени. Его жизнь проходила в постоянных грабежах и походах. Во время путешествия на Пелопоннес в качестве лазутчика, с целью узнать количество населения и его способность отразить набег, Флегия сопровождала дочь. Она скрыла от отца, что беременна от Аполлона. Коронида родила Асклепия в области Эпидавра на горе Миртион и оставила мальчика там же. Мальчика накормила своим молоком коза, пасшаяся неподалёку. Сторожевая собака стала охранять младенца. Пастух Аресфан обнаружил пропажу и отправился на поиски пропавших животных. Найдя животных, он увидел мальчика, от головы которого исходил свет. Тогда пастух решил, что младенец божественного происхождения и соответственно боги о нём позаботятся, и ушёл прочь.
Согласно некоторым мифам Асклепий был сыном Арсинои. Обе версии имели распространение. Их сравнение содержится в схолиях к Пиндару и у Павсания. Так, согласно одному поверию, некий Аполлофан специально отправился в дельфийский оракул и спросил у Аполлона, не является ли Асклепий сыном Арсинои и соответственно мессенцем по происхождению. Пифия, которая согласно верованиям передавала слова бога, ответила, что: «Радость великую всем приносишь ты смертным, Асклепий, / Ты, что мне Флегия дочь родила, сочетавшись любовью, / Вечно желанная мне Коронис, в Эпидавре гористом».
Существовало множество версий мифа относительно места рождения Асклепия. К таковым относили несколько мест в Фессалии — Лакерея и Трикка, где течёт Лефей, область Эпидавра и Трикка в Мессении.

### Жизнь
Шли к нему, кто сжился с язвами, евшими себя,
Кто ранен блёклой медью или дальним камнем,
Кого гложет стужа и летний зной, —
Он разрешал их страсти, изымал из мучений,
Одних обхаживал мягкими запевами,
Других миротворным питьём
Или снадобьем, обхватывающим рану,
А иных, спасал ножевой разрез.

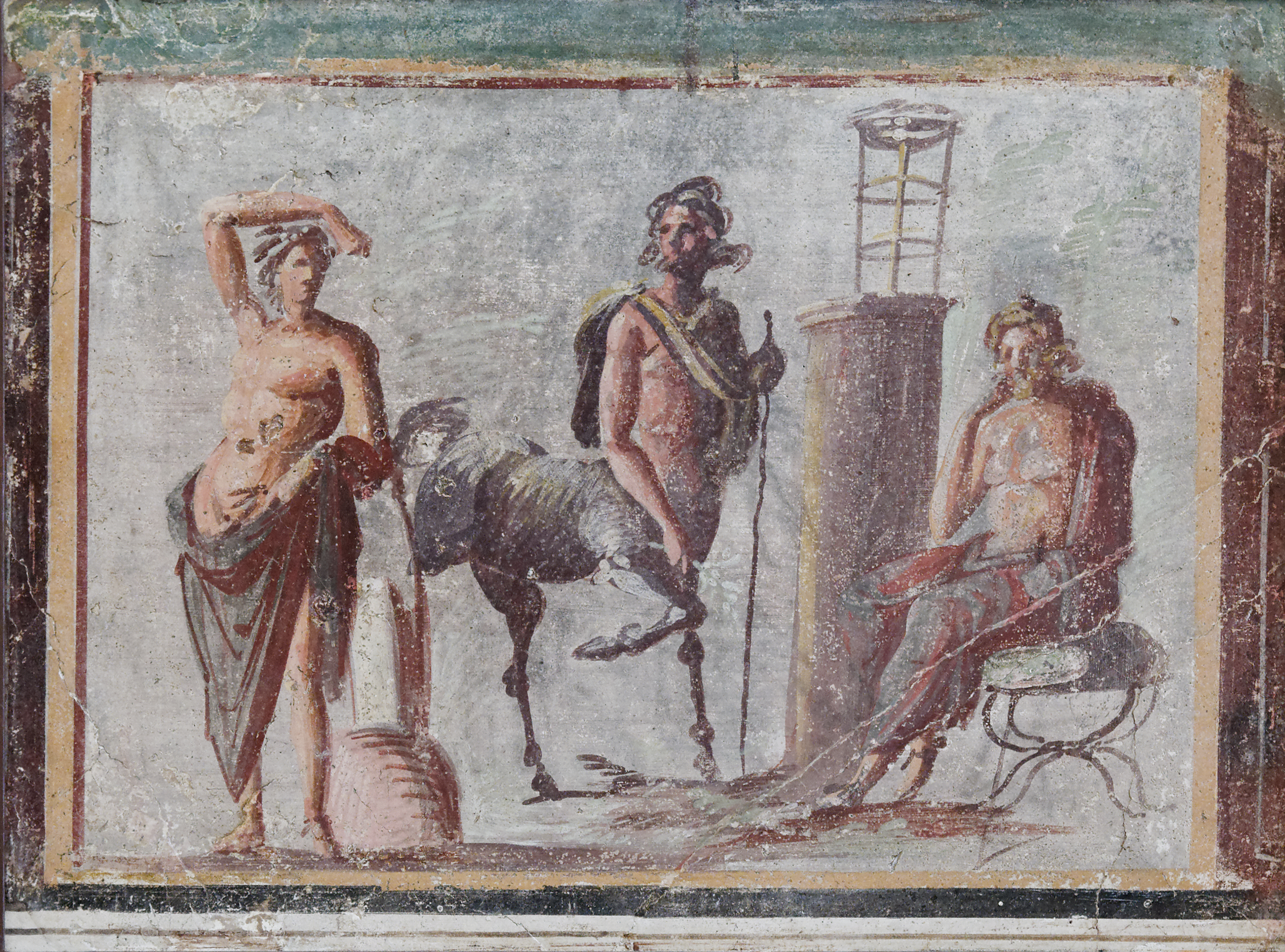
Аполлон, Хирон и Асклепий. Фреска из Помпей. Национальный археологический музей Неаполя

Хирон научил Асклепия врачеванию и охоте, по одной из версий мифа по просьбе Аполлона. В искусстве медицины Асклепий превзошёл всех смертных, причём настолько, что научился воскрешать мёртвых. Существует как минимум две версии мифа относительно того, каким образом Асклепий возвращал людей к жизни. Согласно одной из них он получил от Афины обладающую волшебными свойствами кровь, которая вытекла из горгоны Медузы. По другой, Асклепия силой заставили вернуть к жизни сына критского царя Миноса Главка. Его поместили под стражу. Когда Асклепий в смятенье размышлял над сложившейся ситуацией, то на его посох набросилась змея. Он её в гневе убил. Через некоторое время приползла другая змея с какой-то травой в пасти и положила на голову убитой. Через некоторое время змея ожила. Тогда Асклепий нашёл эту траву и оживил Главка, тем самым приобретя свободу и научившись оживлять мёртвых. Посох Асклепия, обвитый змеёй, стал атрибутом бога врачевания, а с VIII века н. э. его стали использовать в качестве символа медицины.
Среди воскрешённых Асклепием мифологических персонажей различные источники упоминают участника похода семерых против Фив Капанея, царя Немеи Ликурга, сына Тесея Ипполита, спартанского царя Тиндарея и даже, согласно орфикам, Гименея. Ферекид утверждал, что Асклепий стал воскрешать всех, кто умирал в Дельфах.

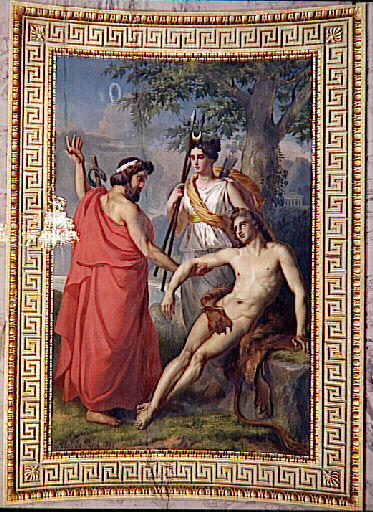
«Асклепий возвращает к жизни Ипполита». Абель де Пюжоль, 1825 год. Дворец Фонтенбло

Согласно Пиндару свои чудеса Асклепий совершал не бескорыстно, а за плату. Платон в «Государстве» при обсуждении роли врача в идеальном полисе утверждал, что Асклепий отказывался лечить людей болезненных, так как их жизнь была бесполезной, как для них самих, так и окружающих. Также он ставил под сомнение утверждение Пиндара о том, что Асклепий был корыстолюбив.
Асклепий излечил раненого Геракла, который после неудачной битвы с Гипокоонтом и сыновьями прятался в области горы Тайгет. Кроме врачебных достижений, согласно одной из версий мифа, участвовал в плавании аргонавтов в Колхиду за золотым руном, во время которого вернул зрение царю Финею.

### Смерть и обожествление
Такая деятельность Асклепия по оживлению мёртвых не понравилась олимпийским богам. Зевс, за вмешательство своего внука в законы природы, поразил его своим перуном. Поздние мифы передают с разными подробностями реакцию Аполлона на смерть сына. Слёзы Аполлона превратились в янтарь, в гневе он убил циклопов, которые выковали Зевсу молнии. За это верховный бог покарал сына и заставил несколько лет прожить на земле в качестве слуги Адмета.
Позднее Зевс вернул Асклепия к жизни и он занял место среди других олимпийцев в качестве бога медицины. Таким образом сбылось пророчество, данное ему в детстве дочерью Хирона: «обязаны будут нередко / Смертные жизнью тебе: возвращать ты души им сможешь. / К негодованью богов, однажды, на это решишься — / Чудо тебе повторить воспрепятствует молния деда. / Станешь ты — ранее бог — бескровным прахом, и богом / Станешь из праха опять, два раза твой рок обновится».

### Семья

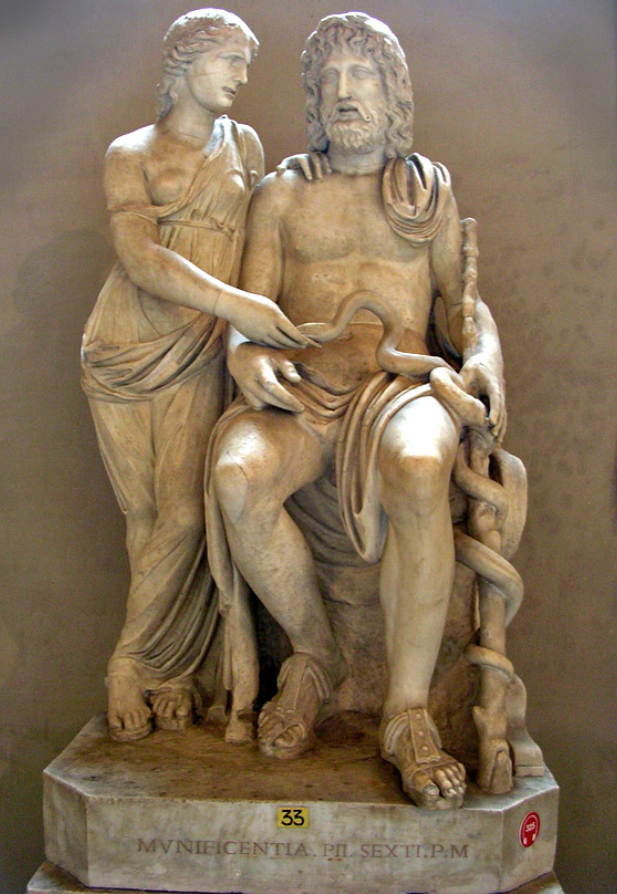
Асклепий и Гигиея. Римская копия II века н. э. Музей Пио-Клементино.

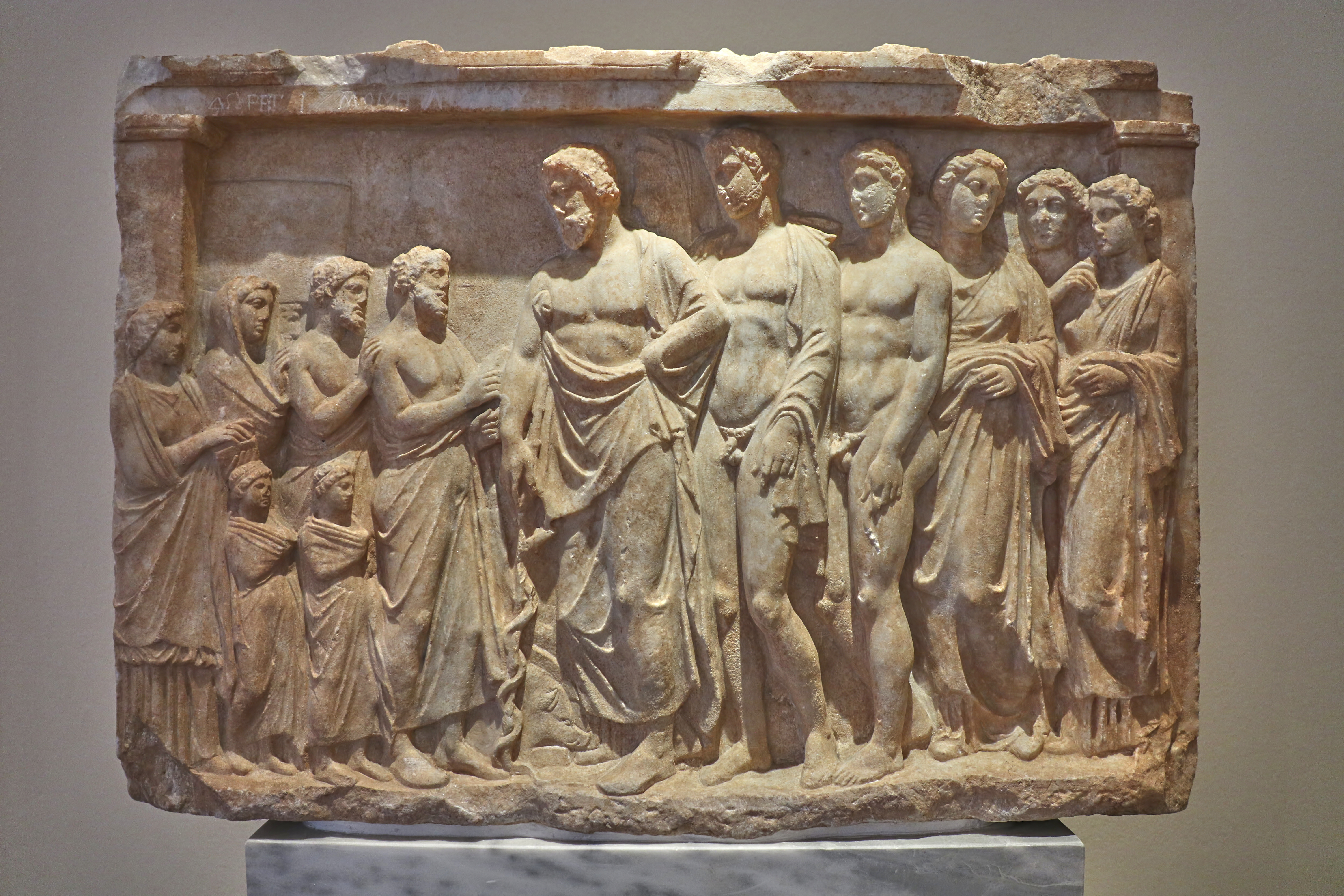
Античный греческий рельеф IV века до н. э. со стены храма, обнаруженный в области Фиреи. В центре находится Асклепий, позади Гигиея, справа Махаон и Подалирий, а также три дочери Иасо, Акесо и Панакея; слева — толпа паломников. Национальный археологический музей, Афины

Практически всё семейство Асклепия тем или иным образом связано с медициной. В классической версии мифа его женой была Эпиона (др.-греч. Ἠπιόνη — унимающая боли). О данном мифологическом персонаже известно мало. Гиппократ называл её дочерью Геракла, согласно схолиям к Илиаде — дочь Меропса. Также в ряде источников жёнами Асклепия называют Лампетию, дочь Гелиоса и нимфы Неэры, Ксанту, Аглаю и Гиппонею. Сына Тесея Ипполита некоторые называли возлюбленным Асклепия.
Детьми Асклепия различные источники называют сыновей Махаона, Подалирия, Телесфора (другие имена Эвамерион и Акесий) и Яниска (всего один схолий), а также дочерей Иасо, Гигиею, Эглу, Панацею, Акесо,
В «Илиаде» Гомера упоминаются два сына Асклепия — Махаон и Подалирий. Оба брата привели под стены Трои тридцать кораблей. Они проявили свой врачебный талант, а также полученные от отца знания, исцелив раненного Парисом царя Менелая, а также Филоктета, диагностировали безумие Аякса Великого. Впоследствии их стали почитать в качестве родоначальников хирургии (Махаона) и терапии (Подалирия).
Гигиея — богиня здоровья, по одной из версий, описанной у Павсания, дочь Асклепия и Афины, является важнейшей среди детей бога медицины. Культ этой богини возник независимо от Асклепия, а со временем произошло их объединение. Из всех «божественных» детей бога медицины она единственная, наряду с ним, имела собственные святилища и храмы. В Римскую республику почитание Гигиеи проникло в Рим одновременно с культом Асклепия. Впоследствии её стали отождествлять с римской богиней Салюс. Вначале она символизировала хорошее самочувствие и здоровье. В Афинах олицетворяла чистый воздух и источники. Впоследствии в Риме стала символом общественного благополучия и благосостояния.
Эгла (др.-греч. Αἴγλη) является производной от греческих слов, обозначающих «свет», «здоровье», «блеск». В связи с последним значением её почитали в качестве богини роскоши.
На многих изображениях между Асклепием и Гигиеей помещена фигурка невысокого человека в капюшоне Телесфора (др.-греч. Τελεσφόρος «приносящий пользу», «приводящий к благополучному концу»). Первоначально его культ возник в Пергаме, где существовал храм «телесферион». Этого персонажа также называли Эвамерионом или Акесием (дословно «Целителем»). Этот персонаж вошёл в «божественную семью» Асклепия с весьма своеобразной функцией. В асклепионах, в которых на протяжении веков проходили лечение античные греки и римляне, исход был не всегда благоприятным, несмотря на применение самых разнообразных методов. В связи с этим и появился Телесфор, который обладал способностью усиливать возможности Асклепия. Его основной функцией стала помощь в процессе выздоровления и восстановления утраченных вследствие болезни сил. Он мог вызывать необходимый для выздоровления лечебный сон.
Также к дочерям Асклепия относили «всеисцеляющих» Панакею и Иасо, а также Акесо, символизирующую процесс излечения.

### Эвгемеристические толкования мифов об Асклепии
Эвгемеризм представлял собой доктрину, объяснявшую происхождение богов посмертным обожествлением смертных. Цицерон в трактате «О природе богов» 45 года до н. э. приводит три таких толкования, подчёркивая их порочный характер:
1. сын Аполлона, также смертного, который изобрёл медицинский зонд и первый стал бинтовать раны. Стал почитаемым божеством в Аркадии;
2. сын Гермеса, погибший от удара молнией. Похоронен в Киносурах (что за местность имелась в виду, антиковеды не знают);
3. сын Арсиппа и Арсинои, который открыл способы очищения желудка и удаления зубов. Похоронен в Аркадии неподалёку от реки Лусиоса[англ.][56][57].

## Атрибуты Асклепия

### Посох и змея

Флаг Всемирной организации здравоохранения ООН с посохом Асклепия в центре.

Основным атрибутом Асклепия стал посох с ползущей по нему вверх змеёй. В нём нашёл отображение миф о том, как Асклепий открыл возможность оживлять мёртвых. Посох, обвитый змеёй, сопровождает большинство античных изображений бога медицины, однако его размеры различны. В ряде случаев он небольшой, в других достигает плеча. Изначально его изображали сучковатым, иногда даже с листьями, что могло указывать на связь медицины с землёй и природными силами. Также посох воспринимали как атрибут странствующего врача, так как в описываемый период многие греческие врачи-асклепиады являлись «периодевтами», то есть людьми, постоянно переходящими с места на место.
Распространённая версия о том, что «посох Асклепия» изображал палочку, на которую наматывают паразита, извлекая его из организма человека, не выдерживает критики, так как заболевание дракункулёз, при котором используют соответствующий метод лечения, для Греции не характерно.
Новую жизнь этот символ приобрёл в XVIII веке, когда его стали использовать в качестве мировой эмблемы медицины как таковой. Этому способствовало активное использование посоха врачами Средневековья и Нового времени. Набалдашник на нём был полым, а внутри находились те или иные лекарственные средства. Таким образом посох не только помогал при ходьбе, но и был своего рода «аптечкой».
В 1948 году Всемирная организация здравоохранения официально утвердила посох Асклепия в качестве символа медицины.

### Собака, коза, петух и другие птицы

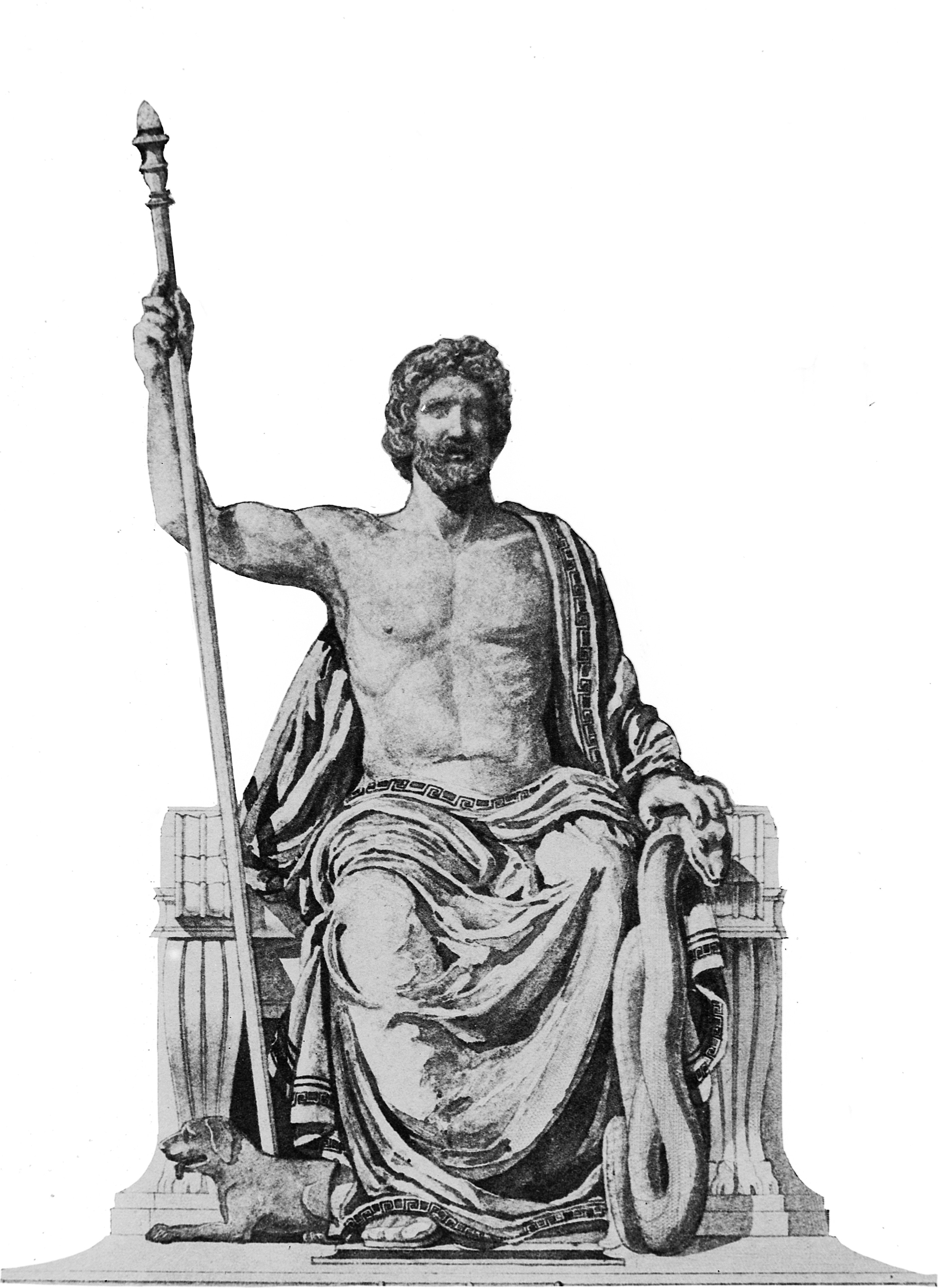
Рисунок-реконструкция колоссальной статуи Асклепия в храме в Эпидевре. Альфонс Дефрасс. 1895.

На античных изображениях Асклепия возле его ног можно встретить собаку. К таковым, к примеру, относятся один из барельефов Эпидавра, монеты времён правления Марка Антония. Она напоминает об одной из версий мифа о рождении Асклепия, в которой собака защищала младенца от диких животных на горе до прихода пастуха Арестана.
Собаки, в качестве священных животных Асклепия, жили при асклепионах. Это животное символизирует верность, преданность и бдительность. Существует несколько объяснений данного атрибута бога медицины. По одной из версий, Асклепий «унаследовал» собаку от своего отца Аполлона. Собака, как и посох, также является атрибутом странника, в том числе и переходящего из города в город врача.
Рядом с Асклепием иногда изображают козу. Это коза Атена, которая, согласно мифу о рождении Асклепия, накормила Асклепия-младенца. Именно поэтому коза не относилась к разряду жертвенных животных в храмах богов здоровья античного мира. Некоторые авторы путают коз с баранами, которых приносили в жертву на алтарях храмов в древности наряду с быками и свиньями. Их изображения встречаются на вотивных барельефах, показывающих сцены жертвоприношения Асклепию.
Жертвенным животным Асклепия был петух. Именно его приносили в жертву исцелённые в благодарность за выздоровление. Предсмертными словами Сократа, согласно Платону, стали «Критон, мы должны Асклепию петуха. Так отдайте же, не забудьте». Таким образом, древнегреческий философ воспринимал смерть как исцеление от земных невзгод. Ряд авторов делают предположения о том, что петух в данном случае является символом «бдительности», необходимой для медицины. Также существует предположение, что «петух для Асклепия» представлял собой обозначение гонорара врачу. Эта тема нашла отображение в искусстве Нового и Новейшего времени.
Рядом с Асклепием также помещали «мудрых» птиц орла, сову и ворона.

### Омфалос

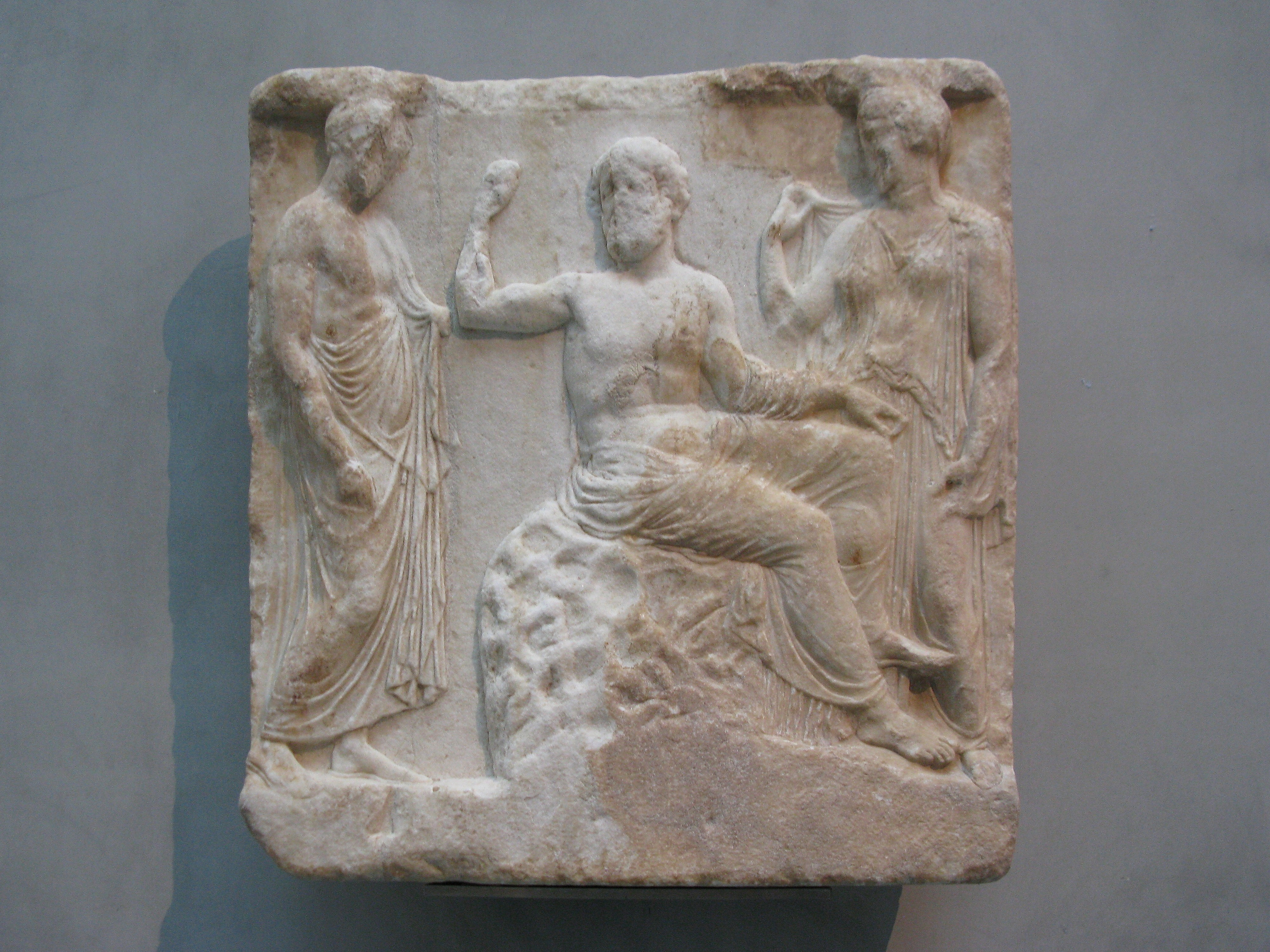
Античный вотивный барельеф 400-х годов до н. э., на котором в центре изображён Асклепий на омфалосе. Музей Акрополя.

Ещё одним атрибутом, который изображали рядом с Асклепием является омфалос («пуп земли»). Он представлял собой камень, располагающийся в центре мира, согласно верованиям античных греков, в Дельфах. Рядом с омфалосом пифия от имени Аполлона предсказывала будущее. Асклепия, чьим уделом также были пророчества относительно необходимых действий для исцеления, часто изображали на омфалосе. На этом месте, где якобы возникла жизнь, бог медицины как бы возвращал к жизни больных.

## Представления об Асклепии. Особенности культа

### Архаическая и классическая Греция
В «Илиаде» Гомера, произведении древнегреческого эпоса VIII века до н. э., Асклепия не называют богом. Он является лишь отцом Махаона и Подалирия, бывшим фессалийским правителем, который научил своих сыновей искусству врачевания. Общегреческое распространение культа Асклепия, как бога врачевания, датируется VII веком до н. э. Предполагается, что изначально Асклепий был местным божеством в Фессалии. На основании приведённых в древнегреческих мифах об Асклепии мест делаются попытки проследить пути распространения культа. В различных вариантах мифов фигурируют Фессалия, Беотия, Эпидавр, Аркадия и Мессения, что может свидетельствать о траектории развития верований о данном боге медицины. В конце VI века до н. э. было основано святилище Асклепия в Эпидавре, городе ставшем одним из главных центров культа Асклепия. В V веке до н. э. святилища богу медицины появляются по всей Греции.
Асклепий не был единственным божеством античной Греции, который обладал функцией целителя. Самым ранним из них, описанным ещё в Илиаде, стал Пэан. Впоследствии «Пэан» стал эпитетом богов, подчёркивающим их целительные качества. Так, в Додоне почитали Зевса Пэана, что соответствовало «Зевсу Врачевателю».
Основным богом медицины был Аполлон. Так, к примеру, клятва Гиппократа начинается со слов «Ὄμνυμι Ἀπόλλωνα ἰητρὸν» («Клянусь Аполлоном врачом») и лишь затем следует «Асклепием». Современные антиковеды видят в Асклепии одного из многих божественных сыновей Аполлона, который подчёркивал одну из его ипостасей и функций, в данном случае врачебную.
Среди других богов, обладающих функциями целителей, выделяют Диоскуров, Геру, Афину, а также Гефеста, целебные грязи с вотчины которого острова Лемнос использовались для лечения античными врачами. К другим античным героям-полубогам — целителям относят Мелампода, Амфиарая, Трофония, а также кентавра Хирона, который и обучал Асклепия. В конечном итоге культ Асклепия возобладал и вытеснил других «божественных врачей». Всего в Древней Элладе существовало не менее 300 храмов Асклепия, что указывает на повсеместное распространение культа, стирание локальных границ в его почитании.

#### Асклепионы

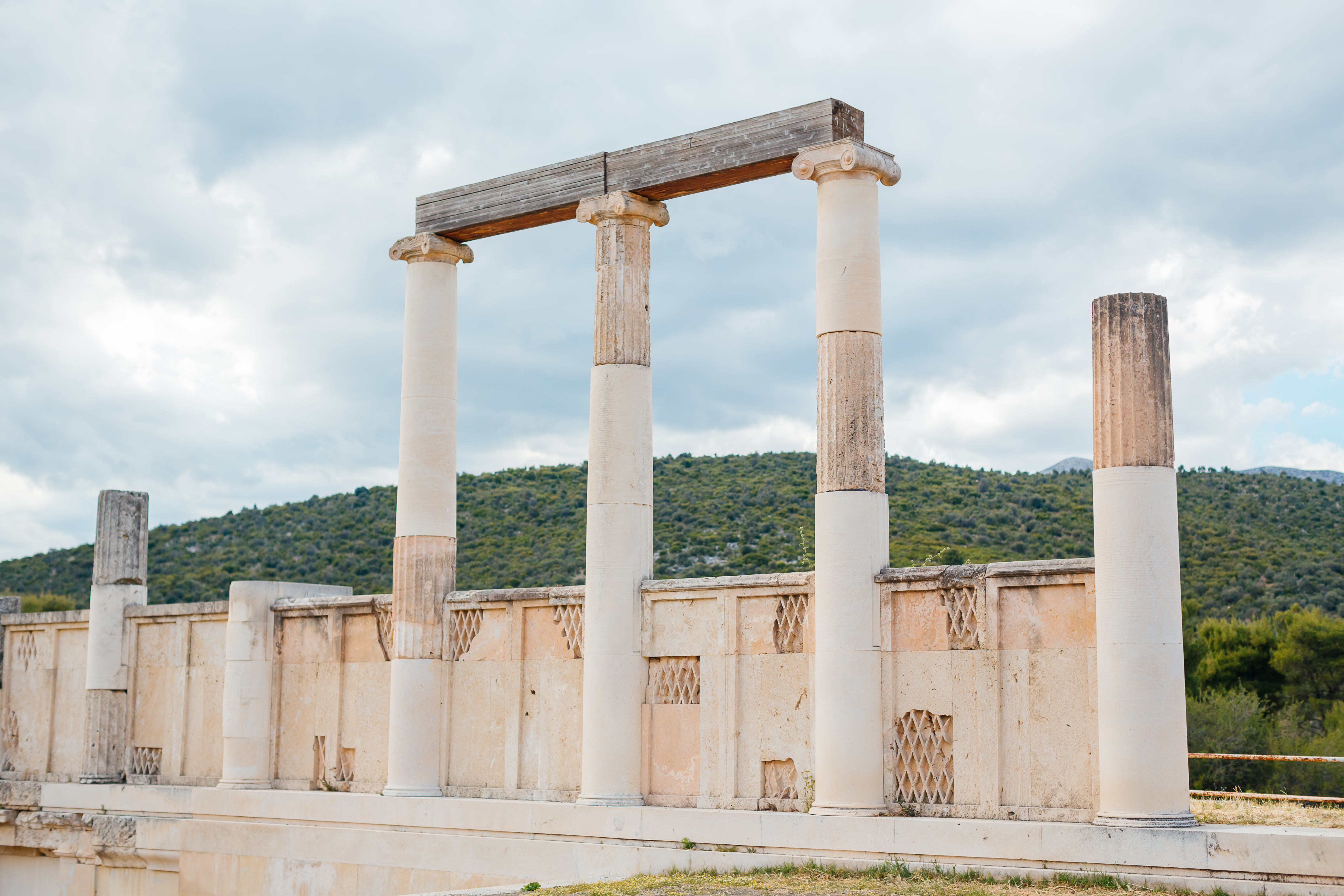
Руины одного из зданий эпидаврского асклепиона.

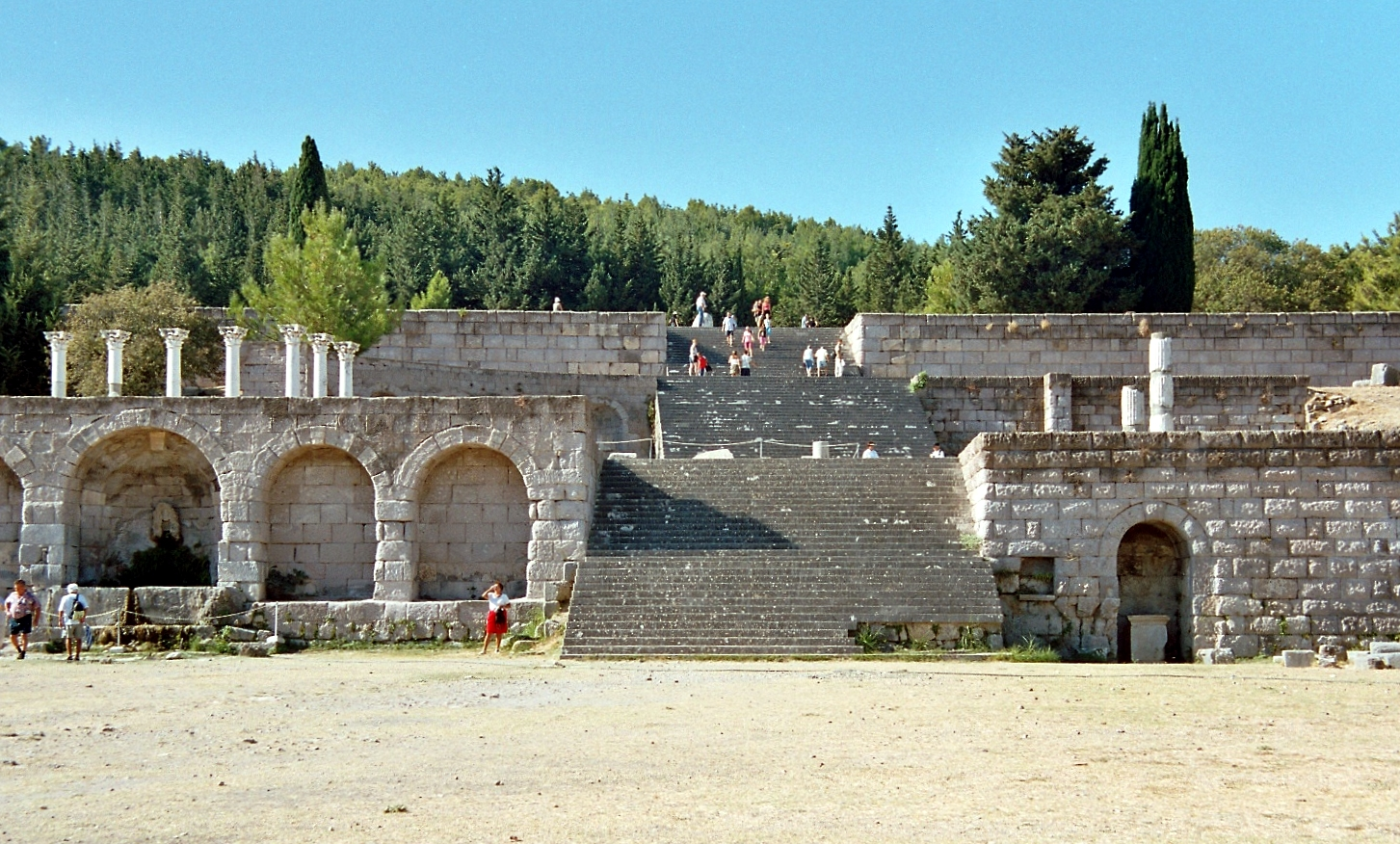
Руины асклепиона на Косе.

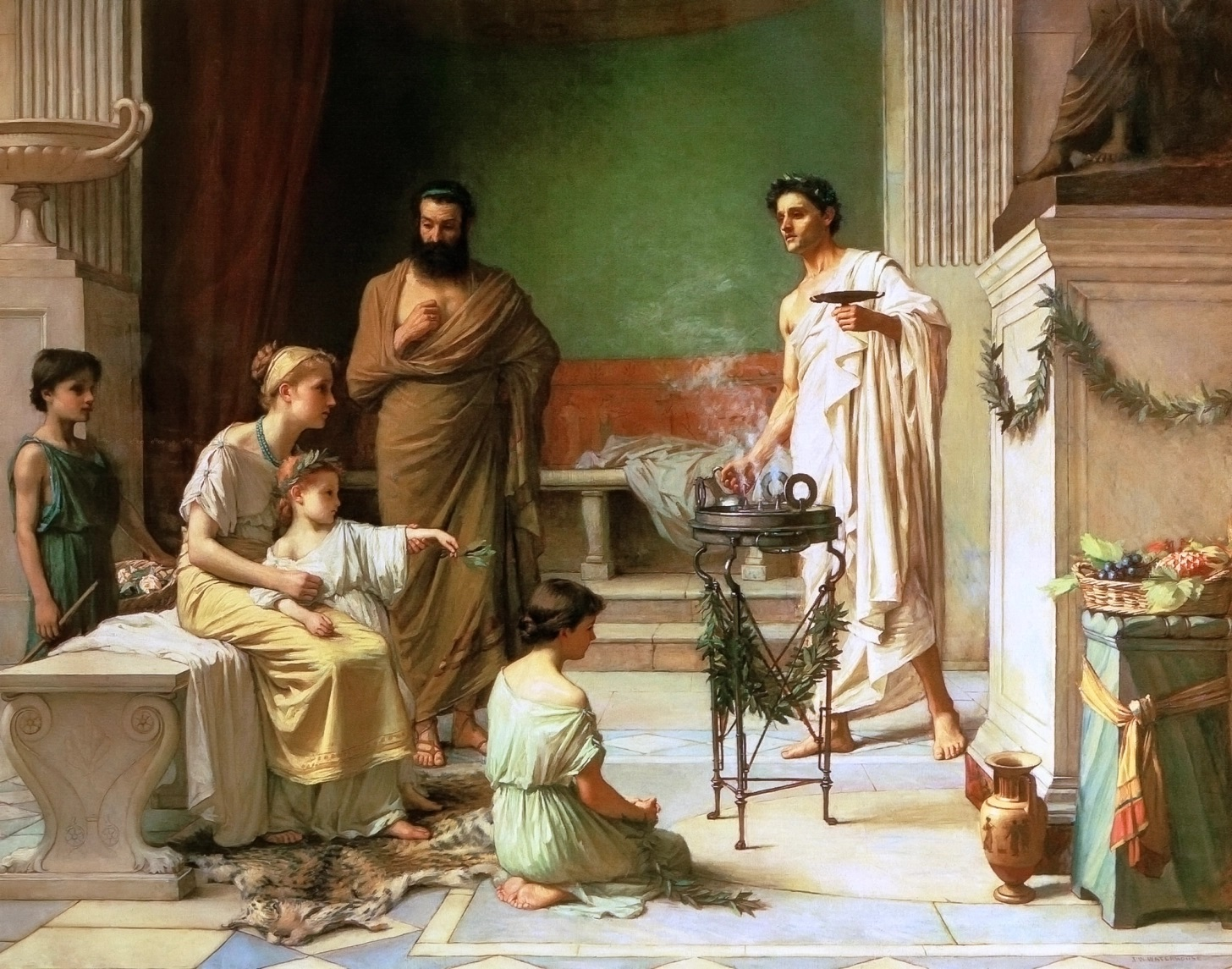
«Больного ребёнка приводят в храм Асклепия». Джон Уотерхаус, 1877. Частная коллекция.

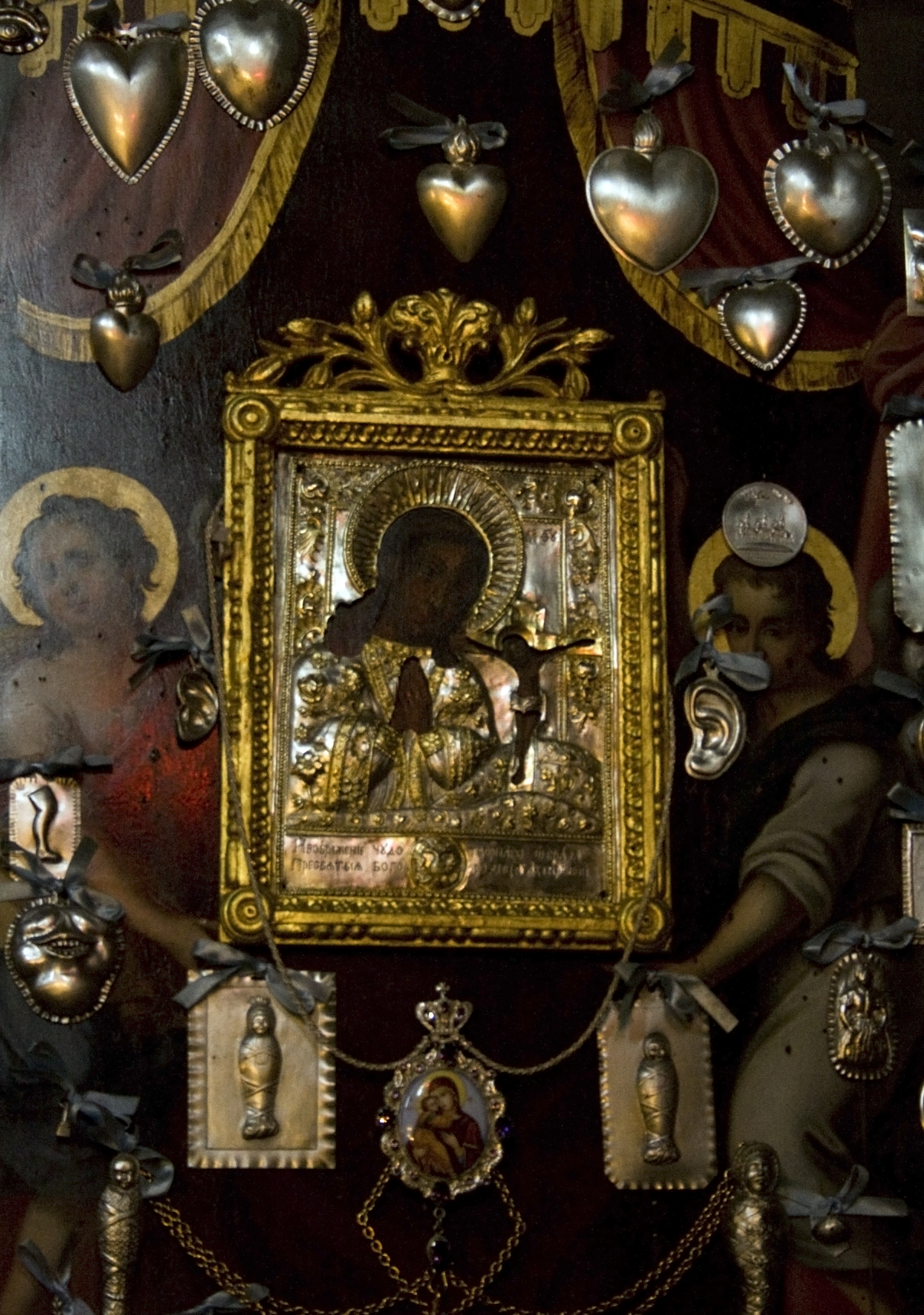
Вотивные сердца, уши, нога, глаз, рот, младенцы у Ахтырской иконы. Церковь Святой Троицы, Мишкольц.

Храмы бога медицины асклепионы располагались повсеместно по всей Древней Элладе. Относительно некоторых из них возникали местные легенды об их взаимосвязи с Асклепием, часть из которых дошли до нашего времени. Жители Эпидавра считали, что Асклепий родился в окрестностях их города. Сикионцы предполагали, что бога медицины доставили к ним из Эпидавра в виде дракона. Согласно Тациту император Клавдий предложил сенату освободить от налогов жителей острова Кос только потому, что они достигли невероятных успехов в служении Эскулапу, который некогда посетил это место.
Из античных описаний и данных археологических раскопок асклепиона Эпидавра, градообразующего храма, можно представить общую схему строения данных святилищ Асклепию, а также создать представление о совершавшихся в нём ритуалах. Как правило, асклепионы строили в «курортных» зонах с живописными видами и минеральными источниками. Строения храма условно можно разделить на 4 группы: здания, непосредственно связанные с культом Асклепия, здания для атлетически состязаний, сооружения для паломников, театр. Культовые сооружения включали храм и алтарь божества. После того как паломник совершал ритуал омовения и входил в храм, то в первую очередь он видел центральную статую бога. За пределами главного храма находилась ротонда или круглый храм (Фолос или Фимела), где содержали священных змей. Предполагают, что в большинстве асклепионов они относились к виду эскулаповых полозов семейства ужеобразных, в связи с чем вид и получил это именование.
Кроме храма основному богу, в асклепионе могли присутствовать и культовые сооружения в честь других божеств из семьи Асклепия, а именно Аполлона, Гигиеи, Артемиды и др. Наиболее сакральным местом была крытая галерея «Абатон» (буквально «недоступное, заповедное место»). Именно в нём, по мнению древних греков, происходило исцеление. Доступ в Абатон был открыт не всем, а только посвящённым в таинства культа Асклепия.
Также в асклепионах могли, кроме вышеперечисленных сооружений, располагаться бассейны, одеон, гимнасий и бани. Вся территория и храмы были украшен разнообразными вотивными дарами, которые приносили паломники с соответствующими мольбами богу медицины. Подношения в храм от выздоровевших паломников зачастую представляли собой изображения «исцелённого» органа. Пережитки этой традиции прослеживаются в христианской церкви вплоть до XIX века. Так, к примеру, в Православной церкви особым почитанием пользуется чудотворная икона Троеручица. По преданию святой Иоанн Дамаскин в благодарность за своё невероятное исцеление (во сне у него отросла рука) приложил к иконе серебряное изображение кисти.

#### Асклепиады

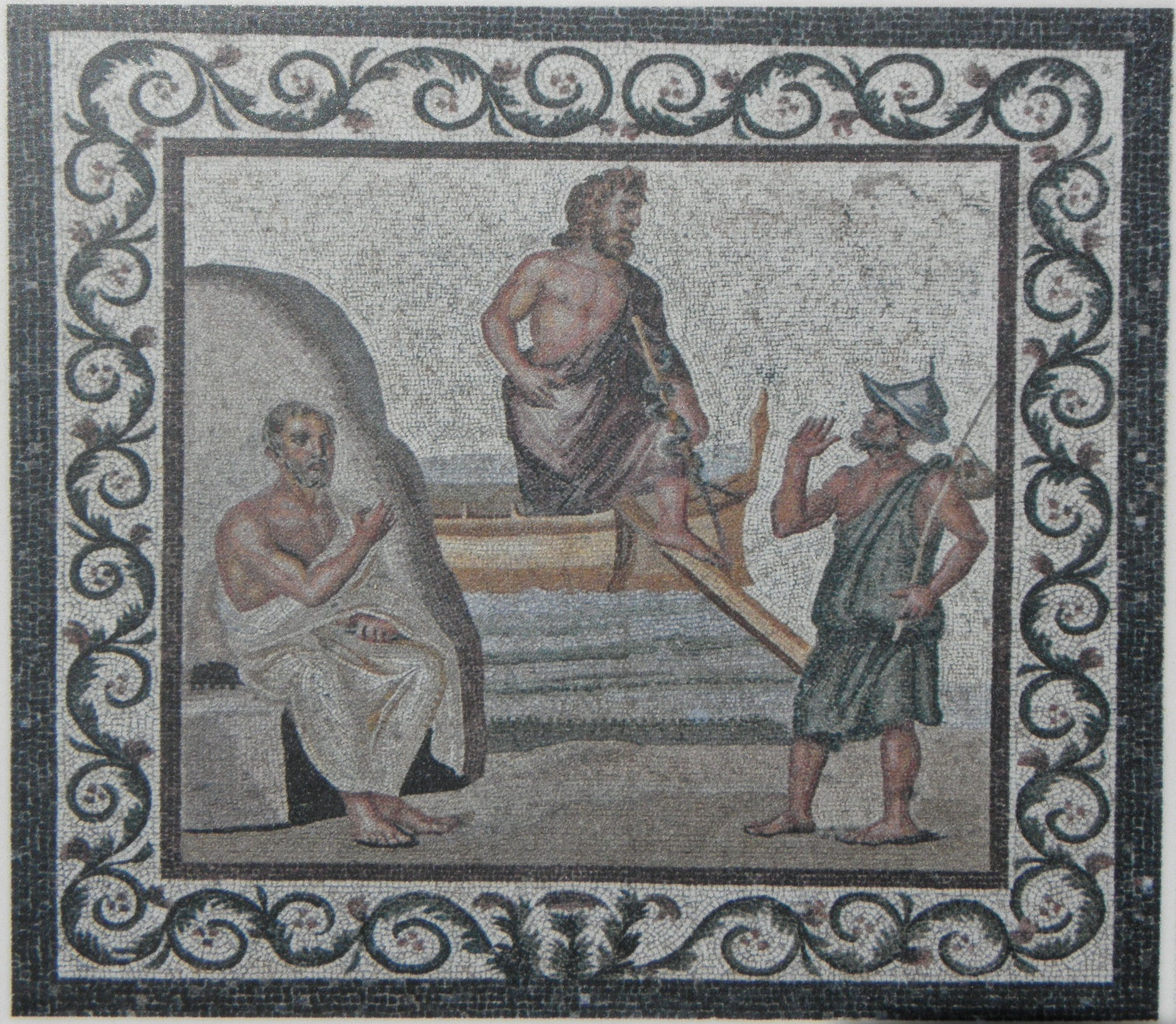
Асклепий прибывает на Кос, где его встречает Гиппократ (слева). Римская мозаика. II век. Музей Коса.

В асклепионах жили и трудились жрецы-асклепиады. Они возводили свой род к Асклепию. Первоначально помощь страждущим, обращавшимся к богу медицины, заключалась в религиозных обрядах. Важную роль в них занимала «инкубация». Она состояла в том, что прошедших соответствующие ритуалы пациентов помещали на ночь в Абатон. Там они, возможно под действием наркотических веществ, засыпали. Во сне, по мнению древних греков, их посещал Асклепий. Сновидение передавалось асклепиадам, которые на его основании делали соответствующие выводы и назначения. Естественно, толкование сновидений допускало произвольные трактовки асклепиадов. Они могли назначать тот метод лечения, который считали наиболее подходящим в данном конкретном случае. В случае исцеления история болезни должна была записываться, в противном случае — нет. До сегодняшнего дня дошли высеченные в камне таблички из эпидаврского асклепиона, на которых записано 70 историй выздоровления обратившихся к Асклепию паломников.
Кроме магических ритуалов асклепиады применяли и другие методы лечения, включавшие водолечение, диеты, гимнастические упражнения, использование различных трав и даже хирургические вмешательства. На протяжении нескольких веков асклепиады эмпирически смогли накопить знания по эффективному лечению ряда заболеваний.
В различных асклепионах стали формироваться «научные школы» асклепиадов. Наиболее известными храмовыми комплексами, посвящёнными богу медицины, стали асклепионы Эпидавра, Коса и Книда.
Со временем из храмовой медицины вышла светская. Наиболее знаковой личностью этого перехода стал Гиппократ. До наших дней дошёл т. н. «Корпус Гиппократа» из 60 трактатов. Сколько из них принадлежит самому Гиппократу, неизвестно. Как бы там ни было, учение, заложенное в «Корпусе», неотделимо от имени Гиппократа. Он был одним из асклепиадов Коса. Одной из его заслуг стал отказ от храмовой медицины. Он одним из первых стал утверждать, что в болезнях нет никакой кары богов, а в их излечении — божественного. Учение Гиппократа состояло в том, что заболевание является не наказанием богов, а последствием природных факторов, нарушения питания, привычек и характера жизни человека. В сборнике Гиппократа нет ни одного упоминания о мистическом характере в происхождении болезней. В то же время учение Гиппократа во многих случаях основывалось на неверных предпосылках, ошибочных анатомических и физиологических данных, учении о жизненных соках. Гиппократ является одним из первых, кто учил, что заболевания возникают вследствие природных причин, отвергая существовавшие суеверия о вмешательстве богов. Он выделил медицину в отдельную науку.
Учение Гиппократа возникло на основе достижений храмовой медицины асклепионов. Поэтому, хоть Гиппократ и отказался от религиозной составляющей медицины, его учение содержит и особенности жизни асклепиадов. Гиппократ не переоценивал медицину и указывал на необходимость почтительного отношения перед богами, так как в медицине «нет чрезвычайного могущества». Знаменитая «Клятва Гиппократа» начинается словами «Клянусь Аполлоном, врачом Асклепием, Гигиеей и Панакеей, всеми богами и богинями». В описании необходимых для врача личных качеств прослеживаются требования к асклепиадам, как следствие близости к богу, от которого они получили соответствующие знания и навыки.

### Эллинистическая Греция, Средиземноморье и Азия
Почитание Асклепия вскоре вышло за пределы европейской части Греции и распространилось по всему Средиземноморью. В IV веке до н. э. был построен асклепион в Пергаме, который получил широкую известность благодаря работе своих асклепиадов. Культ Асклепия столкнулся с весьма развитыми культами Вавилонии и Египта. Однако он не только выдержал конкуренцию с местными богами-целителями, но и вытеснил, либо поглотил их. В Египте Асклепия прозвали Имутом, отождествив с ранее популярным местным божеством Имхотепом. Распространению и проникновению культа Асклепия в другие области древнего мира способствовала его большая результативность. Наряду с мистическими и ритуальными аспектами в деятельности жрецов-асклепиалов было много рациональных моментов, обеспечивающих выздоровление пациентов. Арриан приводит историю о том, как друзья больного Александра Македонского пришли в храм Сераписа в Вавилоне с вопросом «не будет ли полезнее и лучше принести Александра в храм и умолять бога об излечении?» Оракул дал ответ, что если оставить больного на месте, то ему вскоре станет лучше. Вскоре Александр умер, что не способствовало усилению авторитета местного вавилонского божества.
В Северной Африке Асклепия отождествили с пуническим богом Эшмуном. Всего вне территории Эллады существовало около 100 асклепионов. Для эпохи эллинизма характерно сосуществование храмовой и светской медицины. В асклепионах могли устанавливать памятники врачам, а также приглашать их в качестве консультантов. Известно, что один из наиболее известных врачей II—III века н. э. Гален в начале своей карьеры проходил обучение в стенах асклепиона в Пергаме.
Мифологический образ Асклепия нашёл развитие в неоплатонизме. Сам Платон с уважением относился к богу медицины и его жрецам асклепиадам. В «Государстве» он наделяет Асклепия свойствами давать исцеление телу, не затрагивая душу. При этом он может и отказать больному человеку, если посчитает его недостойным. Согласно Проклу Диадоху (412—485) Асклепий обладал даром исцелять и окружён демонами, которые являлись его слугами и помощниками. К таковым он относил являющихся во сне змей, после чего происходило исцеление. Порфирий (232/233—304/306) называл Асклепия «лунным умом», отмечая по его мнению важность учитывания лунных циклов при врачевании. В целом образ Асклепия у неоплатоников, хоть и претерпел некоторые изменения, оставался классическим мифологическим.
По новому переосмыслили образ Асклепия в эзотерическом оккультном учении герметизма возникшем в период поздней Античности. Асклепий Имуфет — старший ученик Гермеса Трисмегиста (Гермеса Триждывеличайшего) считался сыном бога Птаха, ему посвящены трактаты Герметического корпуса II, VI, IX и X, а в XVI диалоге он сам является учителем царя Амона. Также с ним связаны сочинения практического герметизма и диалог «Асклепий» или «Совершенное слово». В учении герметизма Асклепий предстаёт мудрецом, учеником Гермеса Трисмегиста, перед которым открылись знания астрологической медицины. Также он вбирает в себя качества египетских божеств Имхотепа, Аменхотепа и Анубиса.

### Древний Рим

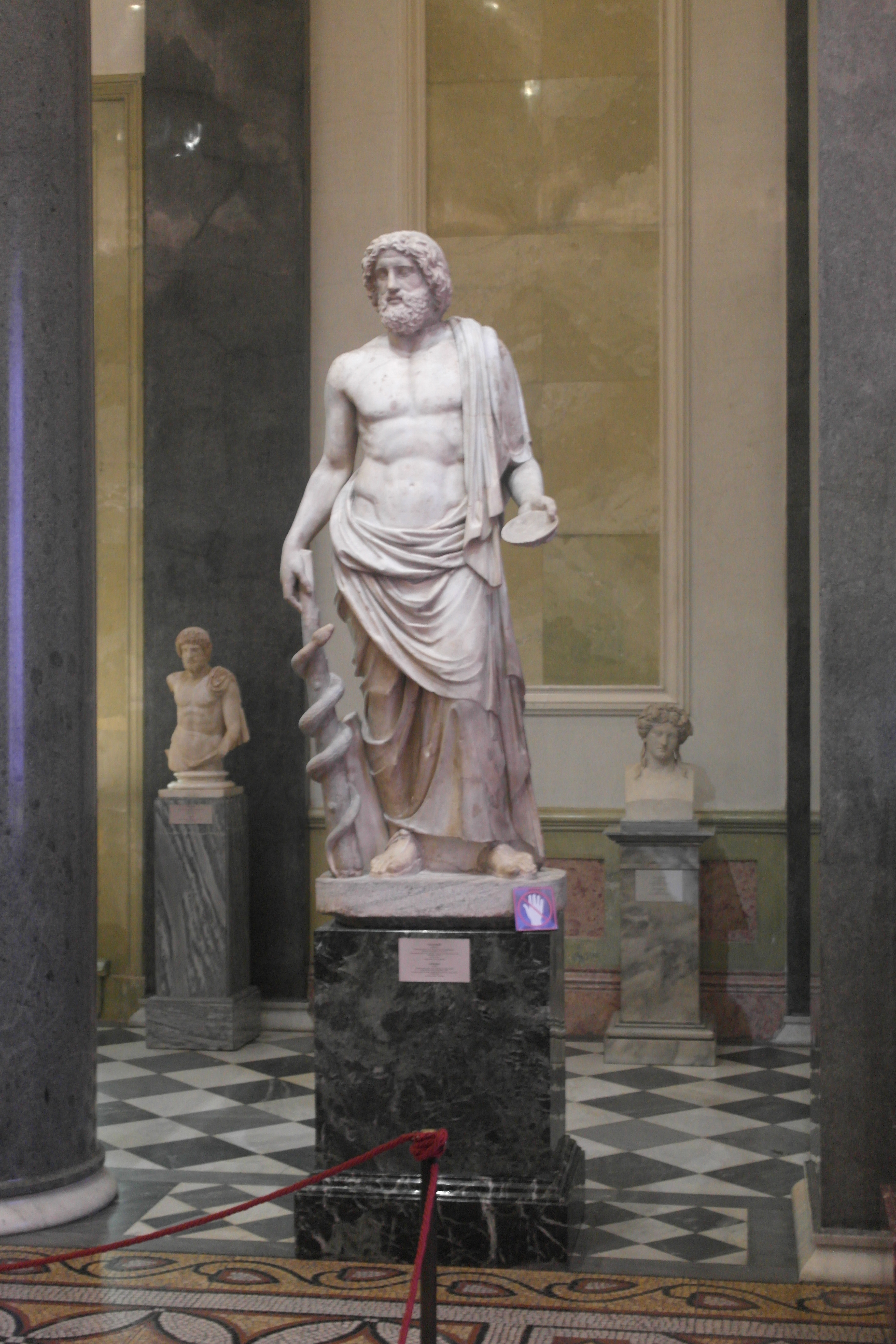
Статуя Асклепия. Эрмитаж. Римская копия I—II вв. н. э. с греческого оригинала V—IV вв. до н. э.

В III веке до н. э., когда авторитет Асклепия был общепризнанным, его культ ввели в Риме. Согласно легенде, описанной в различных вариациях у Тита Ливия, Валерия Максима, Овидия и Секста Аврелия Виктора, во время эпидемии чумы римляне обратились к сивиллиным книгам, чтобы найти избавление от бедствия, которое стало носить катастрофический характер. Жрецы, занимавшиеся трактовкой пророчеств, объявили, что из Эпидавра в Рим необходимо привезти Эскулапа (римская форма имени Асклепия).
Тогда в Эпидавр отправили посольство в составе десяти человек во главе с Квинтом Огульнием. Когда они прибыли на место, то пришли к огромной статуе Асклепия. При них с его лица соскользнула змея и поползла через весь город к римскому кораблю, спрятавшись в палатке Огульвия. Римляне решили, что змея и есть воплощение бога, которого им надлежит доставить в Рим. На обратном пути, когда корабль подошёл к Анцию, змея сползла за борт и поплыла в ближайшее святилище Эскулапа. Через некоторое время змея вернулась на корабль. Когда посольство подплыло к Риму, то змея уплыла через Тибр на остров Тиберина. Там и построили храм Асклепия. Эпидемия чумы вскоре прекратилась.
На этот остров впоследствии отправляли безнадёжно больных рабов. Если те выздоравливали, то получали свободу.
Культ Асклепия выдержал конкуренцию с местными богами. Греческое имя романизировали в Эскулапа, или Эскулапия. До наших дней дошла молитва, приписываемая лечащему врачу императора Нерона Андромаха: «Будь милостив, благословенный Пэан, о ты, полубог, сотворивший это лекарство, хоть и удерживают тебя пределы Трикки, или Родос, или Кос, или стоящий на море Эпидавр; будь милостив, пошли твою всемилостивую дщерь, Панакею, к императору, который ублажит тебя чистым жертвоприношением ради той вечной свободы от боли, что ты можешь даровать».
Через Эскулапа греческая медицина, достигшая существенных по античным меркам успехов, была официально принята Римом. Сами римляне преимущественно относились к этой специальности с отвращением, чему способствовала масса шарлатанов. Это привело к тому, что этнически большинство врачей Рима были греками по происхождению. При этом болезни, несмотря на в целом негативное отношение к врачам, заставляли римлян обращаться за помощью к Эскулапу, чей культ приобрёл характерный для Греции характер. Несмотря на презрительное отношение к медицине среди римлян Асклепий с Гигиеей пользовались особым почётом в среде римских легионеров. Отношение древних римлян к богу медицины на протяжении веков видоизменялось. В период правления династии Северов культ Асклепия стал одним из наиболее почитаемых в Риме. Даже сам склонный к мистике император Септимий Север (193—211) принимал участие в мистериях Асклепия.
Во II веке на территории Малой Азии и Балканского полуострова появился и получил широкое распространение культ Гликона. Его основателем считают Александра из Абонотиха. Новый пророк объявил, что Асклепий воплотился в змею Гликона, которая через него изрекает пророчества. От его имени Александр давал оракулы как относительно лечения, так и других, не связанных с медициной, аспектов жизни.

### Раннее христианство
Своим вниманием Асклепия не обошли ранние христиане, которые вели идеологическую борьбу с язычеством. Климент Александрийский, Арнобий и Тертуллиан подчёркивают миф о неподобающем для бога сребролюбии. Арнобий не обошёл вниманием связь образа Асклепия со змеёй: «Восхваляемый вами Эскулап, высший бог, святой бог, податель здоровья, устраняющий, удаляющий и уничтожающий болезни, ограничен образом и чертами змеи, ползает, подобно червям, родившимся в грязи, по земле, касается подбородком и грудью земли, влачит себя посредством извивающихся изгибов …» Лактанций утверждал, что Асклепий родился от неизвестных родителей, был брошен, найден охотниками и вскормлен молоком собаки.
Асклепий, который исцеляет прикосновением своей ласковой руки, соответствовал чаяниям страждущих и стал одним из прообразов Иисуса Христа. По утверждению антиковеда Ф. Ф. Зелинского «Его образ … глубоко запал в сердце человечеству: он его более не покинет». Один из иконографических образов Христа был подобен изображению Асклепия. Относительно одной из статуй Кесарии Филипповой нет единого мнения относительно того, кого же она изображает. Одни учёные считают, что это Асклепий, другие — Иисус Христос.
Одновременно образ Иисуса Христа имеет существенные отличия от прообраза Асклепия. Для античного культа Асклепия, в отличие от связанных с христианством чудес, характерен грубый, порой отталкивающий, натурализм и нравственная двойственность. Описание различных исцелений в асклепионах, которые совершались при участии Асклепия, в отличие от христианской религии, содержат отголосок оргиастических культов и хтонизм (олицетворение сил подземного мира). В текстах христианских святых, в отличие от античных записей в асклепионах, невозможно представить описание извлечения проглоченных пиявок из живота божеством с помощью скальпеля, истории об излечении после любовной связи с мальчиком или со змеёй бога. Главным различием чудес Асклепия и Христа является происходящее после их свершения. В асклепионах чудо излечения было главной целью, после которого общение с божеством заканчивалось. В христианстве исцеление становилось началом нового пути, принятия выздоровевшим человеком Христа.

## На монетах

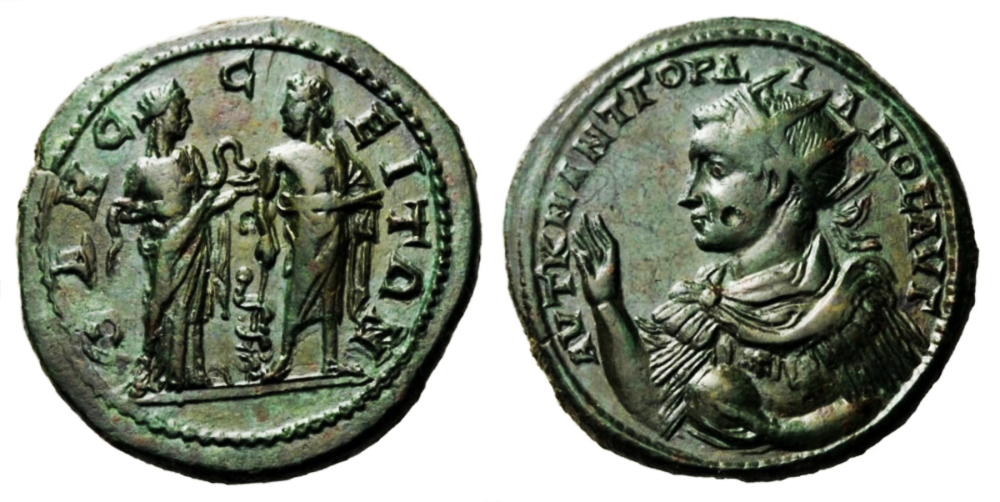
Бронзовая провинциальная мизийская монета времён правления Гордиана III (238—244) с Асклепием и Гигиеей

Асклепия стали чеканить на древнегреческих монетах уже в IV веке до н. э. Его изображение в виде увенчанной лавровым венком головы бородатого мужчины, либо в полный рост в мантии с посохом со змеёй характерно для денег ряда древнегреческих полисов, таких как Эпидавр, различные города Фессалии, Пергам, Афины и др.
На монетах Римской республики Асклепий появляется всего один раз. В городе чеканка монет находилась в ведении сената, который назначал монетариев, ответственных, в свою очередь, за технологический процесс выпуска и самостоятельно определявших изображения аверса и реверса. Характерной традицией республиканской эпохи стало создание таких монетных типов, которые были каким-то образом связаны с родом монетария, прославляли его богов-покровителей. Асклепия поместили на один монетный тип денария, отчеканенный при монетарии из рода Ацилиев. Иногда рядом с Асклепием помещали его детей Гигиею и Телесфора.
Асклепий присутствует на многих имперских монетах от Гальбы (68—69) до Аврелиана (270—275). Также Асклепия помещали на множество провинциальных монетах различных городов Греции, Апеннинского полуострова, Сицилии, Херсонеса и даже Египта.

## В искусстве

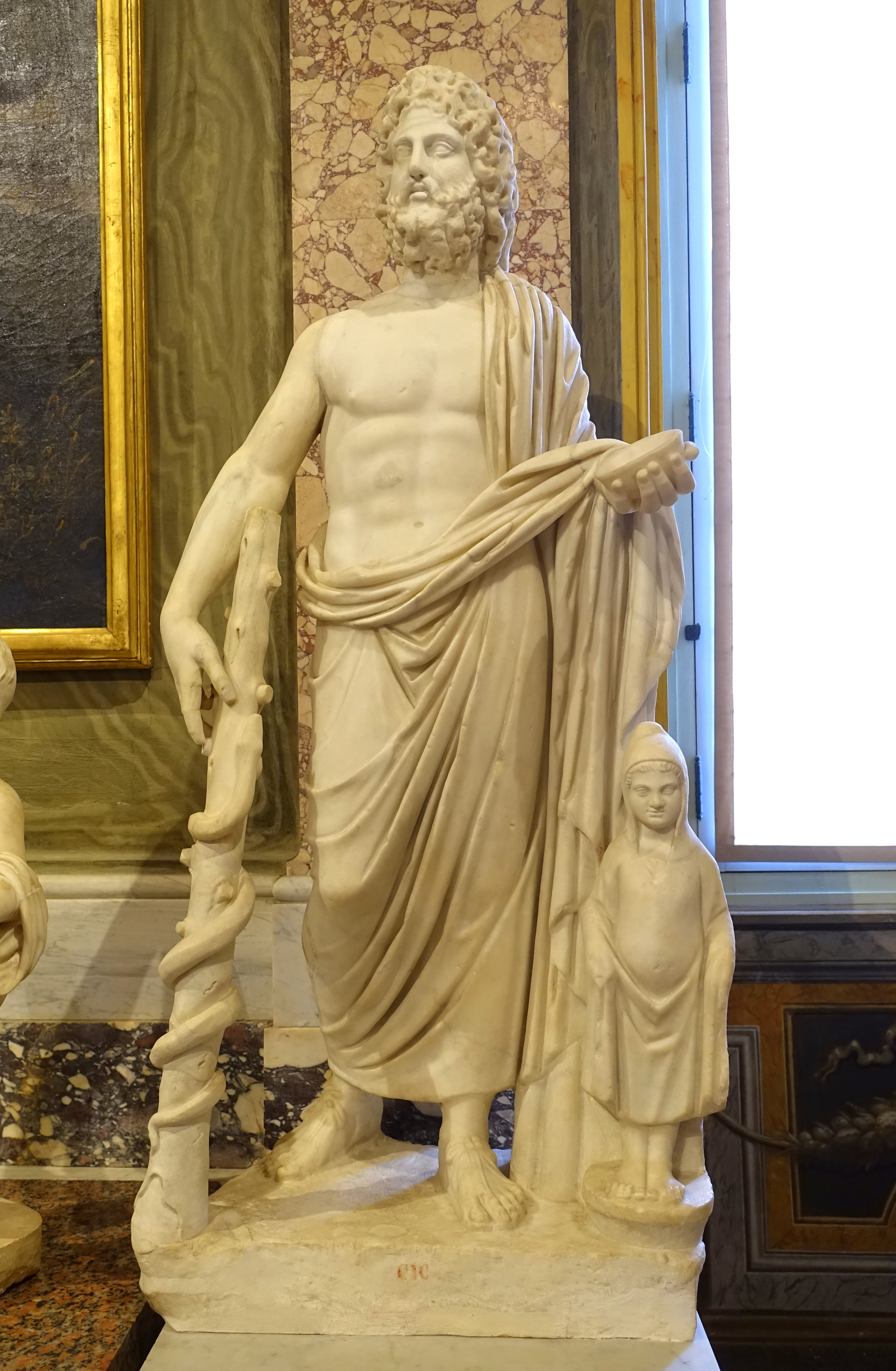
Римская статуя Асклепия и Телесфора. II век. Галерея Боргезе.

### Античность
Асклепий впервые упоминается в «Илиаде». Ему посвящены XVI гимн Гомера и LXVII орфический гимн и другие произведения, большая часть из которых не сохранилась. Литературная обработка мифов об Асклепии содержится в «Метаморфозах» Овидия. Оценка убийства Зевсом Асклепия в античной литературе разнится. Пиндар видит в этом торжество божественной справедливости, так как внук Зевса дозволил себе переступить все рамки дозволенного, нарушить основные законы мирового порядка и вообще совершить противоестественный поступок. Гесиод, Эсхил и Еврипид рассматривали кару Зевса как наказание за чрезмерную любовь к людям. В этом контексте образ Асклепия приобретает общие черты с таковым Прометея, как того, кто осмелился помочь людям вопреки воле богов и пострадал от их произвола.
Большинство античных изображений Асклепия, которые дошли до нашего времени, представляют собой вотивные рельефы из асклепионов, статуи, геммы и монеты. В большинстве случаев представлен в виде бородатого мужчины (безбородые изображения довольно редки). От сходных по типу изображений Зевса Асклепия зачастую отличают исключительно
атрибуты в виде посоха со змеёй, находящиеся рядом члены семейства (Гигиея, Телесфор и др.).

### Средневековье, Новое и Новейшее время

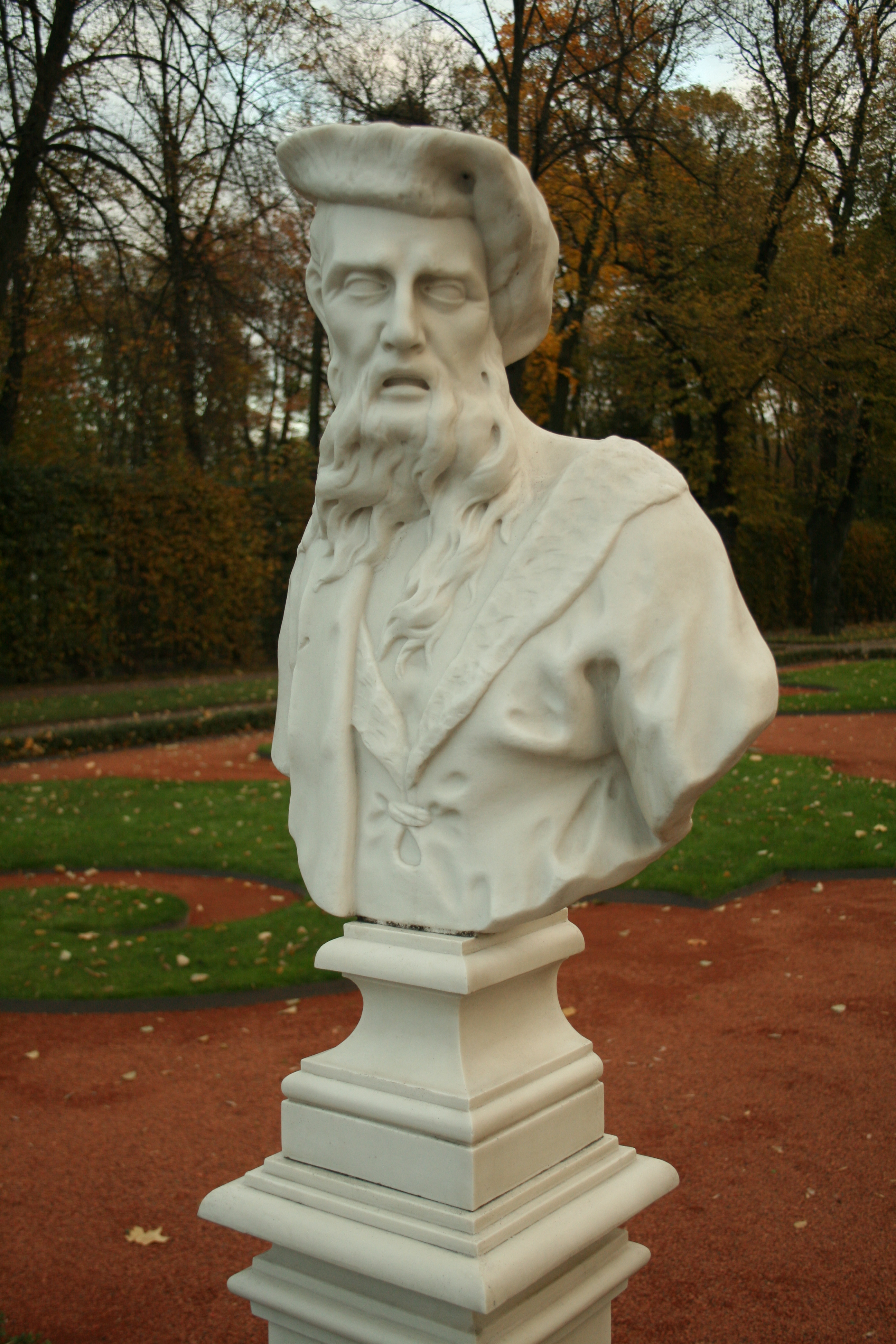
Бюст Эскулапа. Копия с оригинала О. Маринали. Начало XVIII века. Летний сад.

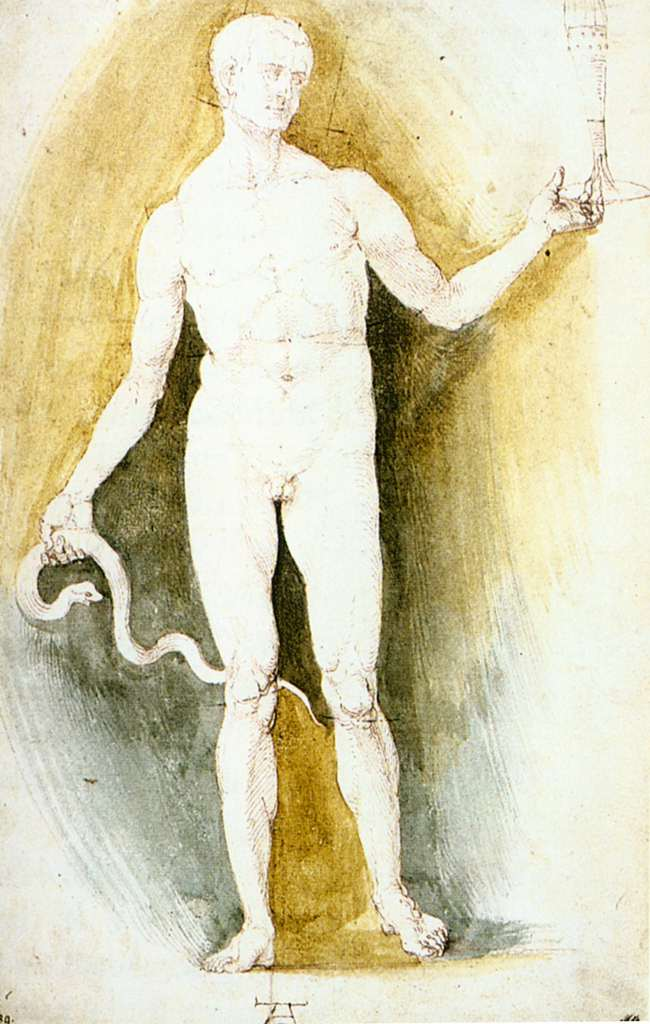
Т. н. «Асклепий». Альбрехт Дюрер, ок. 1500 года. Берлинская картинная галерея

Асклепия в период Средневековья изображали в иллюстрациях к медицинским манускриптам. Он рано стал считаться покровителем врачей и аптекарей, его рисовали с пациентами или сидящим в аптеке с медицинскими инструментами и лекарствами. Также иллюстрациями с Асклепием, как одним из героев античных мифов, украшали различные мифологические книги, в частности «Метаморфозы» Овидия и его «морализованные изложения».
Начиная с эпохи Возрождения, в отличие от других мифологических персонажей, художники и скульпторы обходили вниманием образ бога медицины. Редким исключением считается бронзовая скульптура «Обнажённый со змеёй» Франческо ди Джорджо (1439—1502) из Собрания скульптур Дрездена, в которой учёные признают Асклепия или Геркулеса. Известен также рисунок Альбрехта Дюрера с изображением нагого юноши со змеёй в одной руке и кубком в другой. Искусствоведы идентифицируют его либо как Асклепия, либо как Аполлона Врачевателя.
Античную традицию почитания бога медицины использовал Питер Пауль Рубенс, когда после успешного лечения подарил своему врачу Иоганну Фаберу среди прочего рисунок петуха с надписью «Моему Асклепию», что имело явную отсылку к древнегреческому культу. Доктор отметил, что Рубенс даже сквозь шутку может показать свою эрудицию.
В Новое время к мифам об Асклепии обращались такие художники, как Абель де Пюжоль, Джованни Тоньолли, Лука Джордано и др. Статуи Асклепия среди прочих мифологических персонажей нередко становились частью декоративного оформления, в частности их устанавливали в дворцово-парковых композициях.
Один из виднейших деятелей Русского Просвещения Н. И. Новиков (1744—1818) охарактеризовал Асклепия и его деятельность по успешному излечению умирающих с позиции человеческих пороков: «Однако на таковых людей и в те времена досадовали: наследники проклинали Эскулапа, когда вылечивал стариков; кокетки бранили, когда не хотел морить их мужей; и мужья негодовали за то, что не освобождал их от старых жен.»
В рассказе «Полотенце с петухом» исследователи творчества М. А. Булгакова видят аллюзии с античными представлениями об Асклепии. В самом начале произведения съедение юным врачом блюда из петуха, традиционной жертвы Асклепию, имеет символический смысл. Первый вызов герою рассказа связан с борьбой за жизнь пациентки, чья нога попала в мялку. Тема произведения — рождение из юноши, только окончившего университет, врача, через спасение молодой девушки, возвращение её в царство живых. Фактически героиня не умерла, однако сюжет представлен таким образом, что у читателя в определённый момент возникает уверенность о тщетности борьбы, что смерть пострадавшей — свершившийся факт. Одноногость, как и хромоногость, указывает на связь героини со змеёй, атрибутом Асклепия и символа медицины. Находящаяся при смерти девушка в рассказе является не только пациенткой, но и «музой» героя, чьё спасение создаёт врача. Герой дарит жизнь, за что в качестве ответного дара получает полотенце с вышитым на нём петухом. Полотенце с петухом становится важным артефактом героя рассказа, символом наделения его даром спасающего жизнь врача.

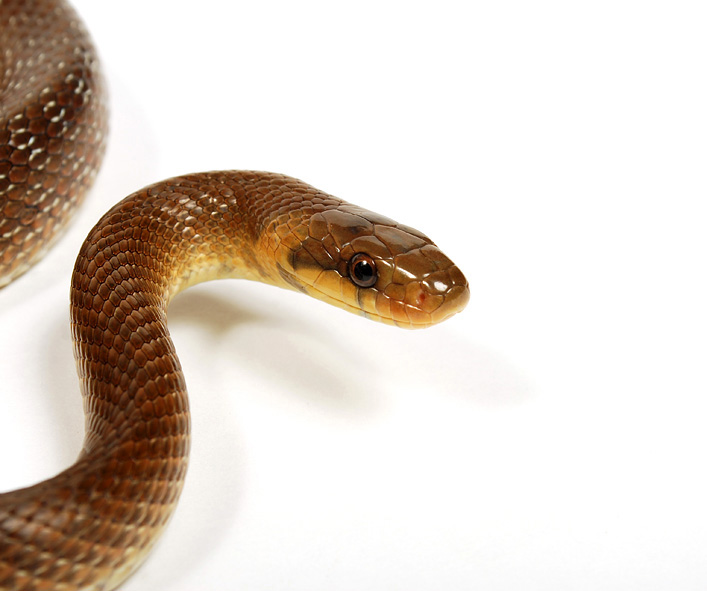
Эскулапова змея

В русском языке слово «эскулап» стало нарицательным обозначением врача, часто в ироничном смысле. В этом контексте оно встречается в посвящённом В. В. Энгельгардту стихотворении А. С. Пушкина «N. N.» («Я ускользнул от Эскулапа / Худой, обритый — но живой; / Его мучительная лапа / Не тяготеет надо мной. …»), рассказе А. П. Чехова «Сельские эскулапы» и др..

## В науке
Древние греки видели в созвездии Змееносца облик Асклепия со змеёй, которых Зевс поместил на звёздное небо. В честь Асклепия названо одновременно два астероида — (1027) Эскулапия, открытый в 1923 году, и (4581) Асклепий, открытый в 1989 году.
В честь Асклепия назван род растений Asclepias (русское название — «ваточник»), давший название обширному семейству Asclepiadaceae (ласточневые, ваточниковые). Русское название «эскулапова полоза», или «эскулаповой змеи», до сегодняшнего дня носит вид ужей Zamenis longissimus, представителей которых, предположительно, содержали в асклепионах в качестве священных змей Асклепия.